# كأس جورجيا 2016
كأس جورجيا 2016 هو الموسم 27 من كأس جورجيا. أقيم خلال الفترة 15 أغسطس 2016 وحتى 22 نوفمبر 2016، وأشرف على تنظيمه اتحاد جورجيا لكرة القدم، وكان عدد الأندية المشاركة فيه 32، وفاز فيه توربيدو كوتيسي.